# Вылетные магистрали Москвы
Вылетные магистрали Москвы — шоссе, проспекты, улицы, ведущие из центра города за его пределы («на вылет»); за городом они переходят в скоростные трассы; как правило — бессветофорные.

## Идеология
Вылетные магистрали вводятся в строй поочерёдно; периодически подвергаясь реконструкции.

## Список
По пересечению с МКАД, по часовой стрелке, начиная с 0-го километра:
1. Шоссе Энтузиастов — Нулевой километр (МКАД),
  1. Горьковское шоссе,
2. Носовихинское шоссе[2],
  1. Кетчерская улица,
3. Рязанский проспект,
  1. Лермонтовский проспект,
  2. Егорьевское шоссе,
4. Волгоградский проспект,
5. Люблинская улица,
  1. Бесединское шоссе,
6. Каширское шоссе,
7. Липецкая улица,
8. Варшавское шоссе,
9. Севастопольский проспект,
10. Профсоюзная улица,
  1. Калужское шоссе (по территории Новой Москвы),
11. Ленинский проспект,
  1. Украина (автодорога) (по территории Новой Москвы),
12. Проспект Вернадского,
13. Мичуринский проспект,
  1. Боровское шоссе,
  2. Озёрная улица,
14. Проспект Генерала Дорохова (ранее: Южный дублёр Кутузовского проспекта).
15. Можайское шоссе,
  1. Минское шоссе,
  2. Кутузовский проспект,
16. Рублёвское шоссе,
17. Проспект Маршала Жукова,
  1. Звенигородское шоссе,
  2. Новорижское шоссе,
18. Волоколамское шоссе,
  1. Пятницкое шоссе,
19. Ленинградское шоссе,
20. Северо-Восточная хорда (западный конец)
  1. Бусиновская развязка
  2. Зеленоградская улица
  3. Северо-Восточная хорда (восточный конец)
21. Дмитровское шоссе,
22. Алтуфьевское шоссе,
23. Ярославское шоссе,
  1. Проспект Мира,
24. Щёлковское шоссе,
  1. Большая Черкизовская улица,
  2. Стромынка,
  3. Краснопрудная улица,
  4. улица Маши Порываевой,
  5. Мясницкая улица,
  6. Никольская улица.

### В стадии строительства и проектирования
- дублёр Люблинской улицы[3]
- Северный
- Юго-Восточная хорда
- Северо-Восточная хорда — построены значительные участки с двух сторон (каждый — от МКАД); но от Дмитровского шоссе до Лосиноостровской улицы соединения не будет, минимум, до 2022 года — окончание строительства этого участка запланировано на 4 квартал 2022 года[4].

## Интересные факты
- Проспект Генерала Дорохова 21 октября 2020 года стал 24-й[5] вылетной магистралью.